# 1916 w filmie
Wydarzenia filmowe w 1916 roku.

## Wydarzenia
- 16 czerwca – amerykańskie towarzystwa filmowe „Jesse Lasky Feature Play” i „Famous Players Film” połączyły się w Famous Players Lasky Corporation. Kierownik artystycznym został Cecil B. DeMille.

## Premiery

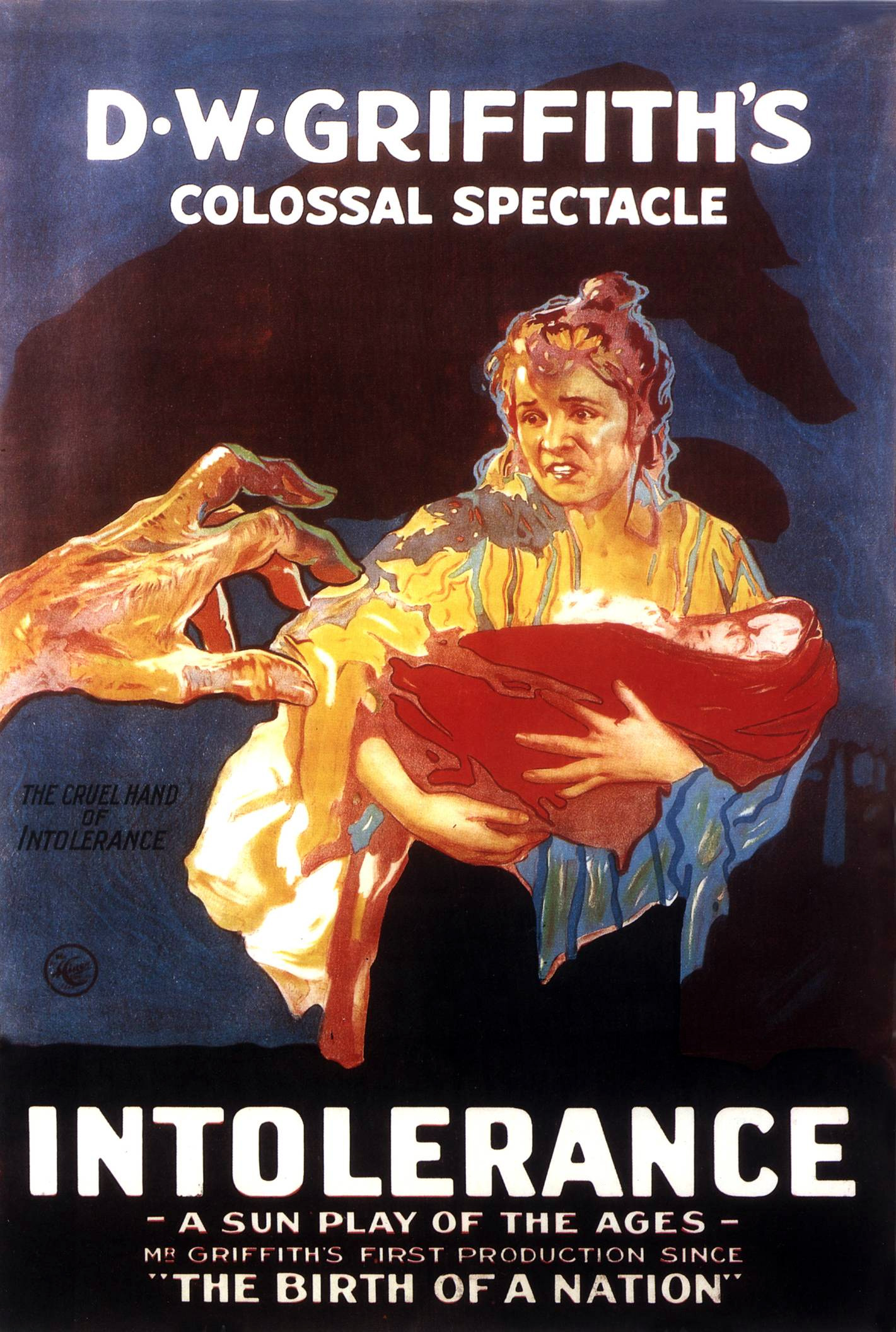
Plakat filmu Nietolerancja

### Filmy polskie
- 29 września – Wściekły rywal
- 12 października – Ochrana warszawska i jej tajemnice
- 21 listopada – Studenci
- 24 grudnia – Chcemy męża
- Pod jarzmem tyranów

### Filmy zagraniczne
- 5 września - Nietolerancja (Intolerance, USA) – reżyseria i scenariusz: David Wark Griffith, zdjęcia: Billy Bitzer, wykonawcy: Lillian Gish, Mae Marsh, Robert Harron i Howard Gaye.

## Urodzili się
- 3 stycznia – Betty Furness, aktorka (zm. 1994)
- 4 stycznia – Lionel Newman, kompozytor (zm. 1989)
- 15 stycznia – Christel Peters, niemiecka aktorka (zm. 2009)
- 14 lutego – Masaki Kobayashi, reżyser (zm. 1996)
- 26 lutego – Jackie Gleason, aktor (zm. 1987)
- 1 marca – Krystyna Feldman,  polska aktorka (zm. 2007)
- 17 marca:
  - Mercedes McCambridge, aktorka (zm. 2004)
  - Czesław Wołłejko, polski aktor (zm. 1987)
- 26 marca – Sterling Hayden, aktor (zm. 1986)
- 5 kwietnia – Gregory Peck, aktor (zm. 2003)
- 1 maja – Glenn Ford, aktor (zm. 2006)
- 2 maja – Wacław Kowalski, polski aktor (zm. 1990)
- 16 maja – Adriana Caselotti, piosenkarka, aktorka (zm. 1997)
- 12 czerwca – Irwin Allen, reżyser, producer (zm. 1991)
- 14 czerwca – Dorothy McGuire, aktorka (zm. 2001)
- 23 czerwca – Irene Worth, aktorka (zm. 2002)
- 24 czerwca – Lidia Wysocka, polska aktorka (zm. 2006)
- 27 lipca – Keenan Wynn, aktor (zm. 1986)
- 1 lipca – Olivia de Havilland, aktorka (zm. 2020)
- 25 sierpnia – Van Johnson, aktor (zm. 2008)
- 27 sierpnia – Martha Raye, aktorka (zm. 1994)
- 15 września – Margaret Lockwood, aktorka (zm. 1990)
- 18 września – Rossano Brazzi, aktor (zm. 1994)
- 28 września – Peter Finch, angielski aktor (zm. 1977)
- 5 listopada – Madeleine Robinson, francuska aktorka (zm. 2004)
- 20 listopada – Evelyn Keyes, aktorka amerykańska (zm. 2008)
- 9 grudnia – Kirk Douglas, aktor (zm. 2020)
- 16 grudnia – Edward Dziewoński, polski aktor (zm. 2002)
- 18 grudnia – Betty Grable, aktorka (zm. 1973)